# 黨守正
黨守正，中國清朝武官，甘肅秦安人。
黨守正於道光四年（1824年）奉旨接替趙裕福，於台灣地區擔任台灣北路協副將。而隸屬台灣鎮之下的此官職是台灣清治時期中的這階段，台南以北之台灣中南部及北部的駐地最高武官將領。